# Eduard Hlawitschka
Eduard Hlawitschka (* 8. November 1928 in Dubkowitz, Sudetenland) ist ein deutscher Historiker und Genealoge. Schwerpunkt seiner Forschungstätigkeiten ist die Geschichte des frühen und hohen Mittelalters.

## Leben
Eduard Hlawitschka wurde als Sohn des Landwirts und späteren Maschinenschlossers Ernst Hlawitschka und dessen Frau Emilie, geb. Tschwatschal, in Dubkowitz im Böhmischen Mittelgebirge in der damaligen Tschechoslowakei (heute: Dobkovičky, Tschechien) geboren. Bis Ende 1943 besuchte er die Oberschule in der Kreisstadt Leitmeritz (heute: Litoměřice, Tschechien) und war von Januar 1944 bis Mai 1945 zunächst als Luftwaffenhelfer, dann als Soldat im Kriegseinsatz. Nach der Ausweisung der Familie nach Mecklenburg im Herbst 1946 besuchte Hlawitschka die Goethe-Oberschule in Rostock, an der er im Juni 1948 das Abitur ablegte. Anschließend studierte Hlawitschka Geschichte, Geographie und Latein an den Universitäten Rostock, Leipzig und Freiburg. In Freiburg wurde er im März 1956 bei Gerd Tellenbach mit einer Arbeit zur karolingischen Italienpolitik und ihren Nachwirkungen promoviert (Zweitgutachter der Dissertation war Hans Thieme). Hlawitschka war Angehöriger des von Tellenbach begründeten „Freiburger Arbeitskreises“ zur mittelalterlichen Personenforschung. Ab 1961 war er wissenschaftlicher Assistent an der Universität des Saarlandes, wo er sich 1966 bei Ludwig Buisson und Eugen Meyer mit einer Arbeit zu Lotharingen im Frühmittelalter habilitierte (Politisch-historische und genealogische Forschungen zur Geschichte Lotharingiens und des Reiches). Von 1967 bis 1969 arbeitete er am Deutschen Historischen Institut in Rom.
Im Jahr 1969 erhielt er einen Ruf an die Universität Düsseldorf. Von 1975 lehrte er bis zu seiner Emeritierung 1994 als Professor für mittelalterliche Geschichte an der Universität München, wo er ab 1985 die Abteilung mittelalterliche Geschichte der Münchener Historischen Studien betreute.

## Forschungsschwerpunkte
Hlawitschkas Dissertation widmete sich der karolingischen Italienpolitik. Hierbei wies er als deren Zentralmaßnahme die Beseitigung der gesamten (langobardischen) Führungsschicht des 773/74 von Karl den Großen besiegten Langobardenreiches und deren Ersetzung durch nordalpine Gefolgsleute sowie die Einsetzung vieler nordalpiner (fränkischer, alemannischer, bayerischer und burgundischer) Siedler an wichtigen Stellen Nord- und Mittelitaliens nach. Im Zusammenhang damit entstand eine prosopographische Erfassung aller Amtsträger Ober- und Mittelitaliens während der Zeit von 774–962. Seine anschließende Mitarbeit mit Karl Schmid und Gerd Tellenbach bei der Edition des Liber memorialis von Remiremont gab den Anstoß zur kritischen Klärung der Äbtissinnenreihe dieses Vogesenklosters in den Jahrzehnten vom 7. bis 13. Jahrhundert.
Aus seiner intensiven Beschäftigung mit der Geschichte des lothringischen Raumes erwuchsen auch seine Habilitationsschrift, deren Druckfassung 1968 und 1969 in zwei Teilen erschien (Lotharingien und das Reich an der Schwelle der deutschen Geschichte bzw. Die Anfänge des Hauses Habsburg Lothringen). Bereits hier argumentierte Hlawitschka vor allem genealogisch.
Diese Arbeitsweise wandte er nach seiner Berufung auf den 1969 neu errichteten Düsseldorfer Lehrstuhl für Mittelalterliche Geschichte auf die damals unter Mediävisten heftig umstrittene Frage nach den Grundsätzen bei der Thronbesetzung im ottonisch-frühdeutschen Reich – ‘freie Wahl des Thronkandidaten‘ durch den führenden Adel oder dessen ‘Bestimmung nach erb- bzw. geblütsrechtlichen Kriterien‘ – an. Dabei vertrat Hlawitschka die These, dass in den Jahrzehnten von König Heinrich I. bis in die Anfänge der Investiturstreitszeit das Prinzip der „geblütsrechtlichen Festlegung des Regenten“ gegolten habe. Für die beiden (bis dahin als Belege für die Gültigkeit des freien Wahlgedankens angeführten) Thronkandidaturen des Markgrafen Ekkehard von Meißen und des Herzogs Hermann II. von Schwaben im Jahre 1002 nach dem Tode des jungen Kaisers Otto III. ließ sich nämlich ebenfalls – wie für den erfolgreichen Herzog Heinrich von Bayern – ein erbrechtlicher Hintergrund (wenngleich ein entfernterer als für Heinrich von Bayern, den künftigen Kaiser Heinrich II.) – aufzeigen. Über den Nachweis der entfernten Ottonenblütigkeit des zweiten, des Herzog Hermanns II. von Schwaben, entwickelte sich dann freilich ein langanhaltender Forschungsdisput. Deshalb diskutierte Hlawitschka vor allem mit Armin Wolf, Donald C. Jackman und Johannes Fried Probleme der konradinischen Genealogie des 10. Jahrhunderts. Ausgangspunkt der Kontroverse war ein erst im 12. Jahrhundert in der welfischen Hausüberlieferung (Genealogia Welforum von 1125/26 [und Historia Welforum von 1167/74]) genannter „nobilissimus comes“ Kuno von Öhningen. Dieser sei – nach dieser späten Überlieferung – mit einer „filia Otthonis Magni Imperatoris [Richlint nomine]“ vermählt gewesen. Eine Gleichsetzung Kunos mit dem Konradiner Herzog Konrad von Schwaben hätte hohe Bedeutung für des letzteren Sohn Herzog Hermann II. von Schwaben gehabt, denn er hätte sich dann auf ganz nahe ottonische Abstammung berufen können. Bei der in zeitgenössischen Quellen nicht nachweisbaren „Richlint“ wurde diskutiert, ob sie eine Tochter oder evtl. eine Enkelin Kaiser Ottos des Großen war oder lediglich eine wichtigtuerische Fiktion eines welfischen Geschichtsschreibers darstellt, die zur Ansehenssteigerung der Welfen (als vermeintliche Kaiserhausabkömmlinge) beizutragen hatte. Im Jahre 2003 legte Hlawitschka einen „Rückblick auf 25 Jahre Forschungsdisput“ vor, und 2008 widerlegte er die letzten Versuche, die sogenannte „Richlint-These“ zu retten.
Hlawitschka hat sich – neben vielen Einzeluntersuchungen zu europäischen Adelsfamilien – der Erstellung eines quellengestützten Nachschlagewerkes zu den Ahnen der hochmittelalterlichen deutschen Könige, Kaiser und ihrer Gemahlinnen gewidmet, in dem – so weit möglich – die Vorfahren der Herrscher und ihrer Frauen über fünf Generationen zurück (= 63 Ahnen) nachgewiesen und ältere Hypothesen kritisch überprüft werden. In drei Bänden liegen seither quellengesättigte Ahnentafeln zu fünfzig deutschen Herrschern und ihren Ehefrauen aus der Zeit von 911–1250 vor. Auch ein Studienbuch zur Herausbildungszeit der europäischen Staaten und Völker (840–1046) sowie heimatgeschichtliche Betrachtungen stammen von ihm.
Hlawitschka hat neben zahlreichen Büchern als Autor und Herausgeber über 100 Aufsätze in wissenschaftlichen Zeitschriften, Festschriften und Sammelbänden verfasst.

## Ehrungen und Mitgliedschaften
Für seine Forschungen wurden ihm zahlreiche Ehrungen und Mitgliedschaften zugesprochen. Seit 1979 ist er ordentliches Mitglied der Sudetendeutschen Akademie der Wissenschaften und Künste, von 1990 bis 1994 war er deren Präsident. Im Jahre 1987 erhielt er den Sudetendeutschen Kulturpreis für Wissenschaft. Ihm wurde der Prix de Liechtenstein 1991 der Confederation Internationale de Genealogie et d'Heraldique verliehen. Außerdem erhielt er 1991 die Goldene Medaille der Comenius-Universität Bratislava. Der Heimatkreisverband Leitmeritz e. V. ehrte ihn 2001 mit der Ulrich-von-Eschenbach-Plakette. Die Universität Olmütz verlieh ihm 2006 die Verdienstmedaille. Die Sudetendeutsche Akademie der Wissenschaften und Künste würdigte ihn 2008 mit der Medaille „Pro meritis“. Er ist Mitglied der Kommission für Saarländische Landesgeschichte.

## Schriften (Auswahl)
Monografien
- Die Ahnen der hochmittelalterlichen deutschen Könige, Kaiser und ihrer Gemahlinnen. Ein kommentiertes Tafelwerk. 2006–2013;
  - Band 1 (in 2 Teilbänden): 911–1137 (= Monumenta Germaniae Historica. Hilfsmittel. Bd. 25, 1 u. 2). Hahn, Hannover 2006, ISBN 3-7752-1132-2;
  - Band 2: 1138–1197 (= Monumenta Germaniae Historica. Hilfsmittel. Bd. 26). Hahn, Hannover 2009, ISBN 978-3-7752-1133-8;
  - Band 3: 1198–1250 (= Monumenta Germaniae Historica. Hilfsmittel. Bd. 29). Harrassowitz, Wiesbaden 2013, ISBN 978-3-447-10059-5.
- Konradiner-Genealogie, unstatthafte Verwandtenehen und spätottonisch-frühsalische Thronbesetzungspraxis. Ein Rückblick auf 25 Jahre Forschungsdisput (= Monumenta Germaniae Historica. Studien und Texte. Bd. 32). Hahn, Hannover 2003, ISBN 3-7752-5732-2.
- mit Ermengard Hlawitschka-Roth: Andechser Anfänge. Beiträge zur frühen Geschichte des Klosters Andechs. Eos-Verlag, St. Ottilien 2000, ISBN 3-8306-7025-7.
- Dubkowitz im Böhmischen Mittelgebirge. Erinnertes – Ermitteltes – Erlebtes. Eine Dokumentation. 3. Auflage. Sudetendeutsches Institut. Zentrale Archiv- und Dokumentationsstelle, München 2009, ISBN 978-3-933161-07-9.
- Stirps regia. Forschungen zu Königtum und Führungsschichten im früheren Mittelalter. Ausgewählte Aufsätze. Lang, Frankfurt am Main u. a. 1988, ISBN 3-631-41498-6.
- Untersuchungen zu den Thronwechseln der ersten Hälfte des 11. Jahrhunderts und zur Adelsgeschichte Süddeutschlands. Zugleich klärende Forschungen um „Kuno von Öhningen“ (= Vorträge und Forschungen. Sonderbd. 35). Thorbecke, Sigmaringen 1987, ISBN 3-7995-6695-3 (online).
- Vom Frankenreich zur Formierung der europäischen Staaten- und Völkergemeinschaft 840–1046. Ein Studienbuch. Wissenschaftliche Buchgesellschaft, Darmstadt 1986, ISBN 3-534-03566-6.
- Die Anfänge des Hauses Habsburg-Lothringen. Genealogische Untersuchungen zur Geschichte Lothringens und des Reiches im 9., 10. und 11. Jahrhundert (= Veröffentlichungen der Kommission für Saarländische Landesgeschichte und Volksforschung. Bd. 4, ISSN 0454-2533). Minerva-Verlag Thinnes u. Nolte, Saarbrücken 1969 (Digitalisat).
- Lotharingien und das Reich an der Schwelle der deutschen Geschichte (= Schriften der Monumenta Germaniae Historica. Bd. 21, ISSN 0080-6951). Hiersemann, Stuttgart 1968 (Zugl.: Saarbrücken, Univ., Habil.-Schr., 1965 u.d.T.: Politisch-historische und genealogische Forschungen zur Geschichte Lotharingiens und des Reiches).
- Studien zur Äbtissinnenreihe von Remiremont (7.–13. Jh.) (= Veröffentlichungen des Instituts für Landeskunde des Saarlandes. Bd. 9, ISSN 0537-801X). Institut für Landeskunde im Saarland, Saarbrücken 1963.
- Franken, Alemannen, Bayern und Burgunder in Oberitalien (774–962). Zum Verständnis der fränkischen Königsherrschaft in Italien (= Forschungen zur oberrheinischen Landesgeschichte. Bd. 8, ISSN 0532-2197). Alber, Freiburg im Breisgau 1960 (Zugl.: Freiburg (Breisgau), Univ., Diss., 1956 u.d.T.: Franken, Alemannen, Bayern und Burgunder in Italien. Ein Beitrag zur Erforschung der karolingischen Italienpolitik und ihrer Nachwirkungen).

Herausgeberschaften
- Königswahl und Thronfolge in ottonisch-frühdeutscher Zeit (= Wege der Forschung. Bd. 178). Wissenschaftliche Buchgesellschaft, Darmstadt 1971, ISBN 3-534-04166-6.
- mit Karl Schmid und Gerd Tellenbach: Liber memorialis von Remiremont (= MGH Libri memoriales. Bd. 1). 2 Teilbde., Weidmann, Dublin/Zürich 1970, Nachdruck Monumenta Germaniae Historica, München 1981, ISBN 3-921575-88-5.
- Schriften der Sudetendeutschen Akademie der Wissenschaften und Künste. Bd. 8, München 1988; Bd. 13, München 1991; Bd. 20, München 1999; Bd. 23, München 2002; Bd. 26, München 2005; Bd. 29, München 2009, Bd. 32, München 2012.
- Die Politik von Dr. Edvard Beneš und Mitteleuropa. Verlag Haus Sudetenland, München 1994.
- Münchener Historische Studien, Abteilung Mittelalterliche Geschichte, Bde. 3-6, München 1985-1994.
- Königswahl und Thronfolge in fränkisch-karolingischer Zeit (= Wege der Forschung. Bd. 247). Wissenschaftliche Buchgesellschaft, Darmstadt 1975, ISBN 3-534-04685-4.